# Еразмус+
Еразмус+ (енгл. Erasmus+) је програм Европске комисије за образовање, обуку, омладину и спорт за период 2021—2027. године, наследник претходног програма (2007–2014). Као интегрисани програм, Еразмус+ нуди више могућности за мобилност ученика и особља и сарадњу у секторима образовања, обуке младих, уз поједностављена правила финансирања и структуру која има за циљ поједностављење администрације програма студирања.

## Увод
Програм је отворен за студенте, доценте, наставнике, предаваче, младе људе, волонтере, омладинске раднике и људе који се баве спортом. Отприлике две трећине буџета намењено је могућностима учења у иностранству за појединце, унутар ЕУ и шире; остатак подржају партнерства између образовних институција, омладинских организација, предузећа, локалних и регионалних власти и невладиних организација, као и реформе за модернизацију образовања, обуке и система за младе.

## Еразмус+ за образовно особље
Еразмус+ акција 1 пружа јединствену прилику наставницима, директорима, едукторима и другом особљу образовних институција да учествују на међународним курсевима обуке у различитим европским земљама.
Школе, универзитети, организације за стручно образовање и васпиитање и организације за образовање одраслих имају право да добију пуна средства за похађање [...] курсева у оквиру грантова за мобилност КА1.
Бесповратна помоћ Еразмус+ КА1 покрива све трошкове похађања, курсева за обуку наставника, укључујући путовање, дневнице и накнаду за курс.

## Галерија
- Радионица на Еразмус+ пројекту
- Радионица на Еразмус+ пројекту
- Српско културно вече, на Еразмус+ пројекту
- Радионица на Еразмус+ пројекту